# Sex Machineguns
I Sex Machineguns sono una band speed metal giapponese.

## Storia
La band nasce nel 1996 e viene battezzata subito Sex Machineguns in quanto il nome cita palesemente i Sex Pistols ma:
(Sex Machineguns)
Nel 1998 la band debutta con un singolo per la EMI seguito poco dopo dal disco d'esordio vero e proprio. Il gruppo ottiene buoni riscontri in patria e inizia a far parlare di sé anche all'estero, tanto che inizieranno a pubblicare dischi e singoli con una frequenza piuttosto elevata per una decina d'anni circa.
Nel 2006 il gruppo decide di prendersi una "pausa di riflessione" e tutti i membri al di fuori del leader Anchang convergono in un nuovo gruppo dal nome Elleguns che inizia a incidere per conto proprio. Anchang, nel frattempo, riforma il gruppo e rilascia nel 2007 tre nuove canzoni disponibili unicamente via internet.

## Formazione

### Formazione attuale
- Anchang (Koji Ando) - voce e chitarra (1989–presente)
- Shingo☆ (Shingo Tamaki) - basso (2008–presente; 2007 membro di supporto)

Membri Live
- Sussy - chitarra (membro di supporto in live) 2009; 2011

### Ex componenti
- Ken'ichi (Kenichi Imai) - batteria (2007–2012)
- Ryotatsu (Ryotatsu Kuwae) - chitarra
- Sussy - chitarra
- Noisy - basso e cori
- Clutch J. Himawari - batteria
- Circuit V. Panther (Yoshikazu Yahiro) - chitarra e cori
- Samurai W. Kenjilaw (Kenjirow Murai) - basso e cori
- Speed Star Sypan Joe (Koji Ueno) - batteria

## Discografia
- Sex Machinegun (1998)
- Made in Japan (1999)
- Barbe-Q★Michael (2001)
- Burning Hammer (live, 2001)
- Ignition (2002)
- To the Future Tracks ~Gathering for Unreleased Songs~ (2003)
- The Maintenance (2004) - album solista di Anchang, con il soprannome Sex Machineguns
- Live! Final Attack at Budokan (doppio live 2003)
- Heavy Metal Thunder (2005)
- Made in USA (2006)
- Cameron (2008)
- Best Tracks - The Past and the Future (2008) - compilation contenente singoli ed inediti
- 45°↗ (2009)
- SMG (2011)
- Love Games (2014)
- Metal Monster (2015)
- Iron Soul (2018)
- 地獄の暴走列車 (2023)